# Zonitoides arboreus
Zonitoides arboreus е вид коремоного от семейство Gastrodontidae.

## Разпространение
Този вид е разпространен в Северна Америка, но също така е внесен в Исландия, Унгария, Швейцария, Чехия, Великобритания, Словакия, островите Пратас, Тайван, Нова Зеландия, както и в някои други части на света.